# Joan Bartomeu i Valls
Joan Bartomeu i Valls (Sabadell, 28 de març de 1907 - Ambernac, 27 de juliol de 1944) fou un contramestre de telers català, víctima del nazisme.

## Biografia
Fill de Salvador Bartomeu i Farré i de Caterina Valls i Tiana, treballadors, va estudiar al col·legi del pastor Antoni Estruch, als Escolapis i, més tard, a l'Escola Industrial i d'Arts i Oficis de Sabadell. Com a tècnic tèxtil, va entrar a treballar a l'empresa Carol i Cia, coneguda com a Cal Jepó, on arribà a ser contramestre de telers. Continuà l'ofici a la fàbrica de Vicenç Planas. Es formà en declamació i oratòria al Centre d'Estudis Psicològics. Els coneixements culturals i polítics els aprengué a la biblioteca del Círcol Republicà Federal, quan militava en la formació republicana. A l'inici de la dècada de 1930 va ser un dels fundadors del Bloc Obrer i Camperol (BOC) de Sabadell. Col·laborà en la premsa d'esquerres: La Humanitat, òrgan d'ERC; L'Hora, òrgan del BOC; La Batalla, diari del POUM, i L'Impuls. Va ser fundador i bibliotecari del Centre Cultural Recreatiu a la seva ciutat natal.

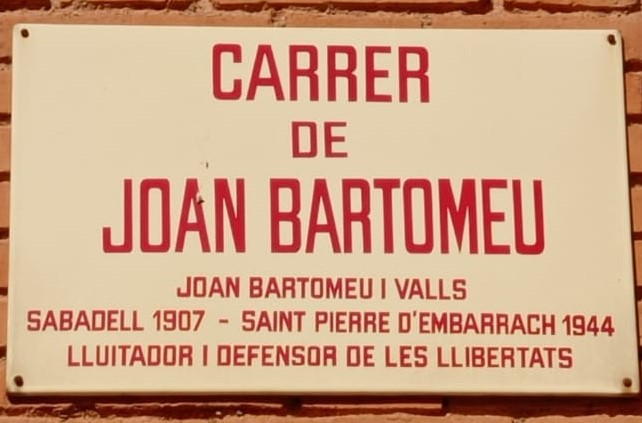

En esclatar la guerra se n'anà voluntari al front d'Aragó, al cap d'una columna de Sabadell formada per 18 milicians que integraren un regiment d'artilleria. Al front, Bartomeu publicà un periòdic de campanya que anomenà Artilleria roja, la redacció del qual era a càrrec dels companys del POUM Camil Formosa, Evarist Ribell i Ricard Simó. Després dels Fets de maig del 1937, com molts militants comunistes no estalinistes, Bartomeu va ser perseguit i detingut. En acabar la guerra, s'exilià a França, on fou internat a diversos camps de concentració. Els companys sabadellencs del POUM l'ajudaren a evadir-se del camp del Barcarès i l'acolliren hospitalàriament a Montpeller. Però, fidel als seus ideals antifeixistes, de llibertat i democràcia, s'enrolà voluntari a les files de la Resistència Francesa. Bartomeu caigué en ple combat contra les forces nazis el 27 de juliol de 1944. És enterrat al cementiri de Chasseneuil-sur-Bonnieure, prop d'on havia mort i on hi ha erigit un monòlit en honor seu.

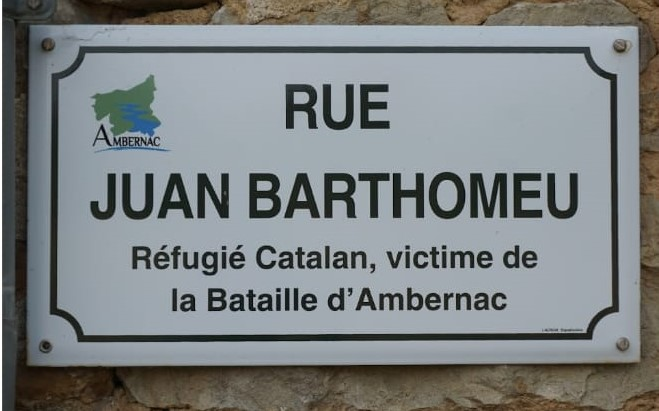

El 30 d'octubre de 1985 Sabadell li dedicà un carrer de la ciutat. També té un carrer dedicat a Ambernac, la vila on va morir.